# 음탕한 수영강사
음탕한 수영강사(원제 - 일본어: 水泳インストラクター 玲奈)는 일본의 포르노 드라마 영화이다.

## 출연

### 주연
- 사쿠라기 린

### 조연
- 우에하라 유우